# Gebhard Fürst
Gebhard Fürst (né le 2 décembre 1948 à Bietigheim, Bade-Wurtemberg) est l'évêque catholique émérite du diocèse de Rottenburg-Stuttgart.

## Biographie
Après son baccalauréat en mathématiques et sciences au gymnasium de Bietigheim, il commence ses études supérieures auprès du Collège Ambrosianum de Stuttgart, où il étudie le grec et l'hébreu, à partir de 1969. Il étudie ensuite la théologie dans la faculté de théologie catholique de l'université de Tübingen (1970), puis à celle de l'université de Vienne (1971 - 1973). En 1975, il entre au séminaire du diocèse de Rottenburg-Stuttgart. Il est ordonné diacre à Nürtingen en 1976. Un an plus tard il est ordonné prêtre par Georg Moser dans la Basilique St. Vit d'Ellwangen et est nommé vicaire de la paroisse Saint-Joseph à Stuttgart.
En 1986, il devient directeur de l'Académie du diocèse de Rottenburg-Stuttgart. L'année suivante, il reçoit le doctorat en théologie fondamentale pour son travail Sprache als metaphorischer Prozess. Johann Gottfried Herders hermeneutische Theorie der Sprache (Le discours comme processus métaphorique. La théorie hérméneutique du langage de Johann Gottfried Herder). En 1993, il est président du cercle des Académies catholiques en Allemagne. Il est élevé au titre de chapelain de Sa Sainteté (Monseigneur) en 1999. En 2000, il devient le 11e évêque de Rottenburg-Stuttgart.
Il est président du Comité d'attribution du Prix Alexandre Men pour l'œcuménisme culturel et participe à de nombreuses instances culturelles.
En tant qu'évêque, il a participé au Conseil national allemand d'éthique comme représentant de l'Église catholique romaine de 2001 à mai 2004.
Dans la Conférence épiscopale allemande, il est président de la commission de la communication, membre de la commission sur la foi et président de la sous-commission de bioéthique.
Le 4 décembre 2023, le pape accepte sa démission pour raison d'âge,.

## Écrits
- Sprache als metaphorischer Prozess: Johann Gottfried Herders hermeneutische Theorie der Sprache, Mainz: Matthias-Grünewald-Verl, 1988.
- "Kirche braucht Kulturstationen". Ein Gespräch mit Akademiedirektor Gebhard Fürst, in: Herder Korrespondenz 53 (1999)182-187.
- Zäsur: Generationswechsel in der katholischen Theologie/Akademie der Diözese Rottenburg-Stuttgart. Hrsg. von Gebhard Fürst. - Stuttgart: Akad. der Diözese Rottenburg-Stuttgart, 1997.
- Höllenerfahrungen in Literatur und Kunst (1998).
- Dialog als Selbstvollzug der Kirche? (Quaestiones disputatae 166) Hrsg.: Gebhard Fürst. Verlag Herder Freiburg i. Br./Basel/Wien 1997.
- Das heilige Buch der Menschen. Johann Gottfried Herders hermeneutische Sprachtheorie der Bibel. Ein Beitrag zur Herder-Forschung, in: Fides quaerens intellectum: Beiträge zur Fundamentaltheologie. [Max Seckler zum 65. Geburtstag]/Ed. Michael Kessler. Tübingen 1992.
- Wechselbekenntnisse: auf dem Weg zur Normalität; aus einer Ost-West-Begegnung in turbulenter Zeit, Ed. Gebhard Fürst, Stuttgart: Akad. der Diözese Rottenburg-Stuttgart, 1992.
- Dialog und Gastfreundschaft: 40 Jahre Akademie der Diözese Rottenburg-Stuttgart 1951 - 1991, [Ed. der Akademie der Diözese Rottenburg-Stuttgart. Verantw. für den Inhalt: Gebhard Fürst]. - Stuttgart: Akad. der Diözese Rottenburg-Stuttgart.